# Петимата от РМС
Петимата от РМС е сборно наименование на 5 ръководители на Работническия младежки съюз, загинали в комунистическото съпротивително движение в България по време на Втората световна война.
След завземането на властта от Отечествения фронт на 9 септември 1944 г. стават известни като Петимата от РМС.
Групата включва:
- Адалберт Антонов (Малчика) (10 декември 1909 – 4 декември 1942), секретар на ЦК на РМС (1941-1942);
- Александър Димитров (Сашо) (26 декември 1909 – 17 май 1944), член на ЦК на РМС (1932-1934), член на ЦК на БРП(к) (1941-1944);
- Йорданка Николова (Катя) (8 януари 1911 – 1 юни 1944), секретар на ЦК на РМС (1939-1944);
- Лиляна Димитрова (Блага) (17 юли 1918 – 27 юни 1944), член на ЦК на РМС (1942-1944);
- Свилен Русев (Бойко) (14 юни 1914 – 14 май 1944), член на ЦК на РМС (1942-1944).